# Esquadrão N.º 391 da RAAF
O Esquadrão N.º 391 foi um esquadrão de base da Real Força Aérea Australiana (RAAF) que operou durante a Guerra da Coreia e no seu rescaldo. Foi estabelecido em Outubro de 1950 como parte da Asa N.º 91, que administrava as unidades da RAAF destacadas no conflito. Para além deste esquadrão, a Asa N.º 91 controlava o Esquadrão N.º 77, o Destacamento de Comunicações N.º 30 e o Esquadrão N.º 491.
O quartel-general do esquadrão situava-se em Iwakuni, no Japão, assim como estavam as outras unidades da Asa N.º 91, à excepção do Esquadrão N.º 77, que estava na península da Coreia. Este esquadrão estava responsável pela administração, logística, assuntos médicos, de comunicação e de segurança da base em Iwakuni, além de ter destacamentos na Coreia do Sul. Incluía uma secção marítima para patrulhamento marítimo e busca e salvamento. O Esquadrão N.º 391 foi extinto ao mesmo tempo que o quartel-general da Asa N.º 91, em Abril de 1955.

## História
Quando a Guerra da Coreia começou, no dia 25 de Junho de 1950, o Esquadrão N.º 77 da RAAF estava colocado em Iwakuni, no Japão. Durante os quatro anos anteriores, equipado com aviões North American P-51 Mustang, o esquadrão estava a prestar serviço nas Forças de Ocupação da Comunidade Britânica (BCOF). Quando o pessoal do esquadrão estava a começar a preparar-se para regressar à Austrália, foi ordenado que esperassem um pouco devido ao eventos que estavam a desenrolar-se na Coreia; uma semana depois, o esquadrão começou a voar missões como parte das forças das Nações Unidas. Depois do chegar a Inchon e de ver as tropas das Nações Unidas a avançarem para norte, o Esquadrão N.º 77 foi para Pohang, na Coreia do Sul, no dia 12 de Outubro de 1950.  Contudo, os principais elementos de apoio do esquadrão haviam ficado em Iwakuni. A Asa N.º 91 foi estabelecida no Japão no dia 20 de Outubro, e passou a administrar todas as unidades da RAAF que operavam no conflito coreano, o que incluía o Esquadrão N.º 77 e três novas unidades: o Destacamento de Comunicações N.º 30 (que mais tarde passaria a designar-se Esquadrão N.º 36), o Esquadrão N.º 491 e o Esquadrão N.º 391. À excepção do Esquadrão N.º 77, todas as outras unidades estavam colocadas em Iwakuni.
No início da guerra na Coreia, o Esquadrão N.º 77 era auto-suficiente, sendo também a maior unidade de voo da RAAF. O esquadrão era composto por 299 militares, quarenta aviões Mustang, três aviões CAC Wirraway, dois C-47 Dakota e dois Auster. O fardo das operações de combate tornaram a situação do esquadrão insustentável, levando à formação do Esquadrão N.º 391 em Iwakuni, ao mesmo tempo que o quartel-general da Asa N.º 91. Os esquadrões de base da RAAF eram responsáveis pela administração da base, assim como da logística, assuntos médicos, comunicações e segurança. Composto principalmente por antigos membros do Esquadrão N.º 77, no primeiro ano de existência o Esquadrão N.º 391 teve que resistir a uma escassez de roupa de inverno e de equipamento. Problemas adicionais surgiram quando o Esquadrão N.º 77 começou a converter as suas tripulações para aviões a jacto Gloster Meteor, entre Abril e Julho de 1951, pois peças suplentes para o jacto britânico eram muito difíceis de se arranjar, um problema que não existia com o Mustang norte-americano. O Esquadrão N.º 391 não podia mais ir buscar peças à Quinta Força Aérea, tal como havia feito até então. Com isto, também surgiu o problema das peças suplentes do Mustang, pois ficaram todas armazenadas sem destino para onde irem; o processo de se desfazerem das peças levou dois anos, provocando durante esse tempo problemas de armazenamento. Em Janeiro de 1952, o esquadrão viu-se perante outro desafio, depois da mudança controversa no papel dos Meteor, que deixariam de voar em missões de combate aéreo e passariam a atacar alvos no solo, o que obrigava o esquadrão a obter um fornecimento de misseis e peças necessárias para a modificação das aeronaves, para que estas os pudessem carregar e lançar.

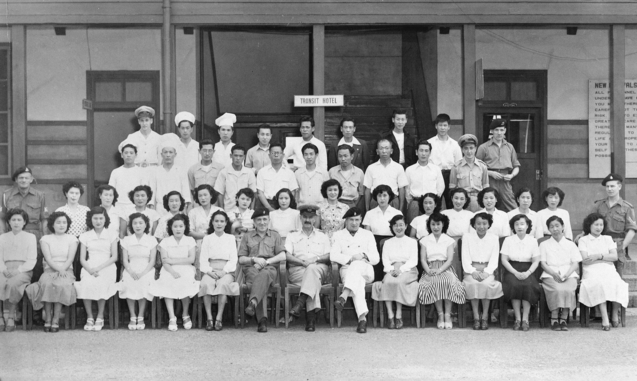
Pessoal do Hotel de Trânsito da Asa N.º 91, em Iwakuni, gerido pelo Esquadrão N.º 391, em Abril de 1953

Além das suas responsabilidades perante a RAAF, o Esquadrão N.º 391 apoiava o Exército Australiano e outras entidades das Nações Unidas quando passavam por Iwakuni. O esquadrão geria o Hotel de Trânsito da Asa N.º 91, que acomodava militares e civis que passavam pela unidade. O esquadrão mantinha também dois destacamentos na Coreia do Sul, um na Base aérea de Gimpo que geria as peças dos aviões Meteor, e outro em Seul, na unidade médica da comunidade britânica. O pessoal destes destacamentos era frequentemente substituído por pessoal de Iwakuni através de um sistema de serviço rotativo, e o contingente médico do Esquadrão N.º 391 era extremamente dedicado na preparação de transporte aéreo de feridos da Coreia até Iwakuni, e a partir daqui para outros destinos. O esquadrão incluía uma secção marítima, equipada com pequenos barcos patrulha que patrulhavam alguns portos marítimos no sul do Japão usados por hidroaviões britânicos e norte-americanos, além de também realizarem operações de busca e salvamento de pilotos das Nações Unidas que caíam ao mar. O Esquadrão N.º 391 usava técnicos japoneses e australianos, uma prática incomum na época; desde a ocupação do Japão, depois da sua rendição na Segunda Guerra Mundial, os japoneses apenas eram destacados para realizar pequenos trabalhos domésticos.
Depois de o Esquadrão N.º 77 e o Esquadrão N.º 36 terem partido para a Austrália entre Novembro de 1954 e Março de 1955, e a extinção do Esquadrão N.º 491 em Dezembro de 1954, o Esquadrão N.º 391 foi extinto no dia 30 de Abril de 1955, no mesmo dia que o quartel-general da Asa N.º 91.